# 1997 FL2
1997 FL2 är en asteroid i huvudbältet som upptäcktes den 31 mars 1997 av LINEAR i Socorro County, New Mexico.
Den tillhör asteroidgruppen Nysa.